# Довголевские
Довголевские (пол. Dołholewski) — украинский дворянский род.
Предок его, Алексей Федорович Довголевский, был пожалован поместьями в Гетманщине в 1678 году.
Дворянский род этой фамилии был внесен Герольдией в VI часть родословной книги Черниговской губернии Российской империи.

## Описание герба
В лазоревом поле золотой лев, с червлёными глазами и языком, держащий серебряный дугообразный меч и сопровождаемый вверху серебряным крестом о широких концах, а в углах четырьмя таковыми же звёздами о шести лучах.
Щит увенчан дворянскими шлемом и короной. Нашлемник: возникающая дева с распущенными волосами, в лазоревой одежде, держащая в левой руке павлинье перо. Намёт на щите лазоревый, подложенный золотом и серебром. Щитодержатели: справа запорожский казак в червлёной куртке и лазоревых, шароварах с саблей с золотою рукоятью в чёрных ножнах на таком же ремне, держащий лазоревое копьё на золотом древке; на голове — червлёная шапка с чёрной опушкой; слева — чёрный с обращенною годовою орел, с золотыми глазами, клювом и когтями.